# Градець-Кралове
Гра́дець-Кра́лове (Градец-Кралове; чеськ. Hradec Králové, нім. Königgrätz) — місто в Чехії на річці Лабі. Річка перетинає місто, розділяючи його на два райони — Старе місто і Нове місто. 
Уперше згадується в 1073 році, з 1225 року — королівське місто, резиденція королев-удів. Наприклад, тут жила королева Ельжбета Рикса або Єлизавета Поморська. Історія забудови Градця-Кралового є досить короткою. 1884 року були знесені оборонні бастіони, які протягом декількох століть заважали росту міста. Вулиці заставлялися кільцем, і незабаром Старе місто перетворилося на чудовий парк.
Великий транспортний вузол і центр машинобудування. Виробництво встаткування для хімічної, газової, цукрової, винокурної промисловості, моторів, казанів (значною мірою на експорт). Виробляються фотоматеріали, швейні вироби, меблі, музичні інструменти; харчова промисловість. Медичний і педагогічний інститути.
Готичний собор (XI—XV століть), церква єзуїтів у стилі бароко (1666). В цьому місті похований Ян Жижка, провідник гуситів.

## Географія

### Клімат
| Клімат Градець-Кралове  | Клімат Градець-Кралове | Клімат Градець-Кралове | Клімат Градець-Кралове | Клімат Градець-Кралове | Клімат Градець-Кралове | Клімат Градець-Кралове | Клімат Градець-Кралове | Клімат Градець-Кралове | Клімат Градець-Кралове | Клімат Градець-Кралове | Клімат Градець-Кралове | Клімат Градець-Кралове | Клімат Градець-Кралове |
| Показник                | Січ.                   | Лют.                   | Бер.                   | Квіт.                  | Трав.                  | Черв.                  | Лип.                   | Серп.                  | Вер.                   | Жовт.                  | Лист.                  | Груд.                  | Рік                    |
| Середній максимум, °C   | −0,4                   | 1,9                    | 6,3                    | 12,5                   | 17,8                   | 20,8                   | 22,4                   | 22,4                   | 18,0                   | 12,3                   | 5,0                    | 0,8                    | 11,7                   |
| Середня температура, °C | −2,9                   | −1,3                   | 2,2                    | 7,2                    | 12,2                   | 15,3                   | 16,8                   | 16,4                   | 12,6                   | 8,0                    | 2,4                    | −1,4                   | 7,3                    |
| Середній мінімум, °C    | −5,4                   | −4,2                   | −1,2                   | 2,6                    | 6,9                    | 10,1                   | 11,5                   | 11,2                   | 8,4                    | 4,6                    | 0,1                    | −3,6                   | 3,4                    |
| Днів з опадами          | 10                     | 8                      | 10                     | 8                      | 9                      | 11                     | 10                     | 9                      | 8                      | 8                      | 10                     | 11                     | 112                    |
| ----------------------- | ---------------------- | ---------------------- | ---------------------- | ---------------------- | ---------------------- | ---------------------- | ---------------------- | ---------------------- | ---------------------- | ---------------------- | ---------------------- | ---------------------- | ---------------------- |
| Джерело: www.yr.no      |                        |                        |                        |                        |                        |                        |                        |                        |                        |                        |                        |                        |                        |

## Населення
Донедавна Градець-Кралове був одним зі «стотисячних» міст Чехії: у 1990 році у місті мешкали 101 302 людини, але демографічне скорочення в усій Чехії зумовило зменшення чисельності населення і тут, тож з 2012 року, населення Градця опустилося знову нижче стотисячної межі. Нині тут проживає 93 тисячі людей.
| Градець-Кралове: демографічний розвиток від 1961 до 2011 |        |        |        |        |        |
| 1961                                                     | 1970   | 1980   | 1991   | 2001   | 2011   |
| 66 608                                                   | 80 463 | 96 145 | 99 917 | 97 155 | 94 242 |

| Чехи           | 95 %   |
| Моравці        | 0,19 % |
| Словаки        | 1,42 % |
| Німці          | 0,12 % |
| Поляки         | 0,18 % |
| Цигани         | 0,07 % |
| Не визначилися | 3,0 %  |

| Не побожні                         | 66,89 % |
| Віряни                             | 21,21 % |
| Римо-Католицька Церква             | 15,86 % |
| Чеськобратська євангельська церква | 1,33 %  |
| Гуситська церква                   | 1,29 %  |
| Інші                               | 2,73 %  |
| Не визначилися                     | 11,90 % |

За даними Всенародного перепису з 2001 року, у Градці було 97 155 жителів.

## Міста-побратими
Список міст-побратимів:
- Алессандрія, Італія
- Арнем, Нідерланди
- Банська Бистриця, Словаччина
- Валбжих, Польща
- Вроцлав, Польща
- Гіссен, Німеччина
- Каштела, Хорватія
- Мец, Франція
- Чернігів, Україна

## Відомі люди
- Богуслав Бальбін (1621—1688) — чеський історик, письменник і педагог.
- Вацлав Ганка (1791—1861) — чеський філолог, поет, громадський діяч.
- Еміль Вахек (1889—1964) — чеський письменник-фантаст, драматург та автор детективних творів.